# Вища військова академія армії Японії
Вища військова академія армії Японії (яп. 陸軍大学校, りくぐんだいがっこう, рікуґун дайґакко) — військова академія в Японії, найвищий навчальний заклад з підготовки офіцерів штабу і полководців Імперської армії. Існувала протягом 1883—1945 років.

## Короткі відомості
Вища військова академія армії Японії була відкрита 1883 року в Токіо. До неї приймали найкращих офіцерів армійських полків шляхом іспитів. Метою навчання, яке тривало 3 роки, було надання освіти, необхідної для роботи в штабі та керування воєнними операціями. За своїми функціями та змістом навчання академія нагадувала Вищу академію Генерального штабу армії.
З 1923 року в академії ввели спеціалізацію для старших офіцерів. Через десять років був встановлена окрема короткотермінова програма навчання.
Випускники академії складали еліту Імперської армії Японії і займали найважливіші посади в армійському апараті. Однак через те, що навчання в академії носило шаблонний характер, її випускникам бракувало творчих підходів в управлінні військом, що стало однією з причин майбутніх поразок японської армії у Другій світовій війні.
Серед офіцерів, які закінчили Вищу академію були прем'єр-міністри Японії Танака Ґіїті, Хаясі Сендзюро, Абе Нобуюкі, Коїсо Куніакі, Тодзьо Хідекі.